# Championnat du Népal de football
Le championnat du Népal de football (Martyr's Memorial ANFA 'A' Division League) a été créé en 1954.

## Palmarès
| Année                                 | Champion                     |
| 1954-1955                             | Mahabir Club (1)             |
| 1955-1956                             | Népal Police Club (1)        |
| 1956-1957                             | Népal Police Club (2)        |
| 1957-1958                             | Army XI (1)                  |
| 1958-1959                             | Championnat non disputé      |
| 1959-1960                             | Championnat non disputé      |
| 1960-1961                             | New Road Team (1)            |
| 1961-1962                             | Championnat non disputé      |
| 1962-1963                             | New Road Team (2)            |
| 1963-1964                             | Bidya Byama (1)              |
| 1964-1965                             | Championnat non disputé      |
| 1965-1966                             | Championnat non disputé      |
| 1966-1967                             | Mahabir Club (2)             |
| 1967-1968                             | Friends Union (1)            |
| 1968-1969                             | Deurali Club (1)             |
| 1969-1970                             | Mahabir Club (3)             |
| 1970-1971                             | Deurali Club (2)             |
| 1971-1972                             | Ranipokhari Corner Team (1)  |
| 1972-1973                             | Ranipokhari Corner Team (2)  |
| 1973-1974                             | Ranipokhari Corner Team (3)  |
| 1975                                  | Boys Union Club (1)          |
| 1976                                  | Sunakhari Athletic Club (1)  |
| 1977                                  | Annapurna Club (1)           |
| 1978                                  | New Road Team (3)            |
| 1979                                  | Ranipokhari Corner Team (4)  |
| 1980                                  | Sankata Boys Sports Club (1) |
| 1981-1982                             | Ranipokhari Corner Team (5)  |
| 1983                                  | Annapurna Club (2)           |
| 1984                                  | Ranipokhari Corner Team (6)  |
| 1985                                  | Sankata Boys Sports Club (2) |
| 1986                                  | Manang Marsyangdi Club (1)   |
| 1987                                  | Manang Marsyangdi Club (2)   |
| 1988                                  | Championnat non disputé      |
| 1989                                  | Manang Marsyangdi Club (3)   |
| Pas de championnat entre 1990 et 1994 |                              |
| 1995                                  | New Road Team (4)            |
| 1996                                  | Championnat non disputé      |
| 1996-1997                             | Three Star Club (1)          |
| 1997-1998                             | Three Star Club (2)          |
| 1999                                  | Championnat non disputé      |
| 2000                                  | Manang Marsyangdi Club (4)   |
| 2001                                  | Championnat non disputé      |
| 2002                                  | Championnat non disputé      |
| 2003                                  | Manang Marsyangdi Club (5)   |
| 2004                                  | Three Star Club (3)          |
| 2005-2006                             | Manang Marsyangdi Club (6)   |
| 2006-2007                             | Mahendra Police Club (1)     |
| 2007-2008                             | Championnat non disputé      |
| 2008-2009                             | Championnat non disputé      |
| 2010                                  | Népal Police Club (3)        |
| 2011                                  | Népal Police Club (4)        |
| 2011-2012                             | Népal Police Club (5)        |
| 2012-2013                             | Three Star Club (4)          |
| 2013-2014                             | Manang Marsyangdi Club (7)   |
| 2015                                  | Three Star Club (5)          |
| 2016                                  | Championnat non disputé      |
| 2017                                  | Championnat non disputé      |
| 2018-2019                             | Manang Marsyangdi Club (8)   |
| 2019-2020                             | Machhindra FC (1)            |
| 2020-2021                             | Championnat non disputé      |
| 2021-2022                             | Machhindra FC (2)            |
| 2023                                  | Church Boys United (1)       |
| 2024                                  | Championnat non disputé      |

## Bilan
| Clubs                    | Titres | Années                                         |
| ------------------------ | ------ | ---------------------------------------------- |
| Manang Marshyangdi Club  | 8      | 1986, 1987, 1989, 2000, 2003, 2006, 2014, 2019 |
| Ranipokhari Corner Team  | 6      | 1972, 1973, 1974, 1979, 1982, 1984             |
| Nepal Police FC          | 5      | 1956, 1957, 2007, 2010, 2011                   |
| Three Star Club          | 5      | 1997, 1998, 2004, 2013, 2015                   |
| New Road Team            | 4      | 1961, 1963, 1978, 1995                         |
| Mahabir Club             | 3      | 1955, 1967, 1970                               |
| Sankata Boys Club        | 3      | 1980, 1983, 1985                               |
| Annapurna Club           | 2      | 1977, 1982                                     |
| Deurali Club             | 2      | 1969, 1971                                     |
| Machhindra Football Club | 2      | 2020, 2021                                     |
| Nepal Army FC            | 1      | 1958                                           |
| Bidya Byama              | 1      | 1964                                           |
| Boys Union Club          | 1      | 1975                                           |
| Friends Union            | 1      | 1968                                           |
| Sunakhari Athletic Club  | 1      | 1976                                           |
| Church Boys United       | 1      | 2023                                           |

## Meilleurs buteurs
| Année   |                  | Meilleur buteur             | Équipe                                     | Buts |
| 2000    | Drapeau du Népal | Niranjan Rayamajhi          | Rani Pokhari Corner Team                   | 23   |
| 2003/04 | Drapeau du Népal | Surendra Tamang             | Three Star Club                            | 15   |
| 2004    | Drapeau du Népal | Basanta Thapa               | Manang Marsyangdi Club                     | 20   |
| 2005/06 | Drapeau du Népal | Junior Obagbemiro Rishi Rai | Brigade Boys Club Rani Pokhari Corner Team | 27   |
| 2010    | Drapeau du Népal | Santosh Sahukhala           | Three Star Club                            | 19   |
| 2011    | Drapeau du Népal | Ju Manu Rai                 | Népal Police Club                          | 20   |
| 2011/12 | Drapeau du Népal | Nawayug Shrestha            | Nepal Army Club                            | 7    |
| 2012/13 | Drapeau du Népal | Santosh Sahukhala           | Three Star Club                            | 17   |
| 2013/14 | Drapeau du Népal | Karna Limbu                 | Machhindra FC                              | 11   |
| 2015    | Drapeau du Népal | Nawayug Shrestha            | Nepal Army Club                            | 14   |